# Cloe Elmo
Cloe Elmo (Lecce (regió de la Pulla), 9 d'abril, 1910 - Ankara (Turquia), 24 de maig, 1962) fou una cantant d'òpera italiana, (mezzosoprano).

## Biografia
Va estudiar a l'Acadèmia de Música de St. Cecilia a Roma amb Edwige Chibaudo. El 1932 va guanyar el primer premi en un concurs de cant a Viena. Va debutar com a cantant d'òpera l'any 1934 a Càller, interpretant el paper de Santuzza a Cavalleria rusticana. De 1936 a 1943 i novament de 1951 a 1954 va estar vinculada a La Scala de Milà. El 1947 va actuar com Azucena a Il trovatore al Metropolitan Opera de Nova York. El 1954, va acabar la seva carrera escènica i es va traslladar a Ankara, on va ensenyar cant al conservatori local.
Es va fer famosa pels seus papers com Adalgisa a Norma, Azucena a Il trovatore, Ulrika a Un ballo in maschera, Duchesse de Bouillon a Adriana Lecouvreur, Ortrude a Lohengrin i Brangane a Tristan und Isolde.